# 고은민
고은민(1989년 8월 2일 ~)은 대한민국의 배우이다.

## 학력
- 한국예술종합학교 연기과 졸업

## 출연작

### 영화
- 《세이레》 (2022년)
- 《뺑반》 (2019년) - 기자 1 역
- 《아일라》 (2018년) - 아일라 엄마 역
- 《텐더 앤 윗치》 (2017년) - 혜화 역
- 《그리다》 (2017년) - 림동미 역
- 《아스팔트》 (2016년)
- 《백지》 (2014) - 현수 역
- 《네버다이 버터플라이》 (2013년) - 아름 역

### 드라마 & 시트콤
- 《크래시》 (ENA, 2024년) - 이현수 역
- 《학교 2021》 (KBS2, 2021년) - 김영나 역
- 《18 어게인》 (JTBC, 2020년) - 임자영 역
- 《더 킹 : 영원의 군주》 (SBS, 2020년) - 1994년 대한민국의 송정혜 역
- 《하이바이, 마마!》 (tvN, 2020년) - 김혜수 역
- 《청일전자 미쓰리》 (tvN, 2019년) - 문은혜 역
- 《여우각시별》 (SBS, 2018년) - 인천공항 직원역
- 《드라마 스테이지 - 진추하가 돌아왔다》 (tvN, 2018년)
- 《으라차차 와이키키》 (JTBC, 2018년)
- 《고백부부》 (KBS2, 2017년) - 최자연 역
- 《마녀보감》 (JTBC, 2016년)

### 광고
- 갤럭시 노트7
- 카페라떼